# Lotus Elise
O Elise é um roadster compacto da Lotus. O Lotus Elise é um carro de dois assentos, concebido em 1994 e lançado em setembro de 1996 na Inglaterra.
Sua característica marcante foi a volta às origens da Lotus, sendo um carro muito leve, não necessitou de um motor muito potente para obter alta performance. Também considerado de excelente comportamento dinâmico, um esportivo puro sem auxílios eletrônicos. Inicialmente utilizou motor Rover K-series e posteriormente motor Toyota 1.8, similar ao utilizado no Corolla.
Devido ao chassi de alumínio colado extremamente leve, também serviu de base para o primeiro modelo da Tesla, o Tesla Roadster de 2008.

A produção do Elise, Exige e Evora chegou ao fim em 2021, sendo substituídos pelo Lotus Emira.